# Bataille de Shanghai (1937)
Pour les articles homonymes, voir Bataille de Shanghai (homonymie).
 (novembre 2009).
Si vous disposez d'ouvrages ou d'articles de référence ou si vous connaissez des sites web de qualité traitant du thème abordé ici, merci de compléter l'article en donnant les références utiles à sa vérifiabilité et en les liant à la section « Notes et références ».
Seconde Guerre mondiale,
Guerre sino-japonaise (1937-1945)
Batailles
Seconde Guerre mondiale : batailles de la Guerre sino-japonaise
- Incident du pont Marco-Polo
- Shanghai
- Taiyuan
- Xinkou
- Pingxingguan
- Taierzhuang
- Xuzhou
- Nankin
  - bataille
  - massacre
- lac Khassan
- Wuhan
- Nanchang
- Khalkhin Gol
- Suixian-Zaoyang
- Changsha (1re)
- Guangxi
- Henan
- Zaoyang-Yichang
- Cent Régiments
- Shanggao
- Sud-Shanxi
- Changsha (2e)
- Pacification du Mandchoukouo
- Changsha (3e)
- Hubei
- Changde
- Ichi-Go
- Changsha (4e)
- Guilin-Liuzhou
- Reconquête chinoise

Guerre du Pacifique
Front d'Europe de l'ouest
Front d'Europe de l'est
Campagnes d'Afrique, du Moyen-Orient et de Méditerranée
Bataille de l'Atlantique
Théâtre américain
La bataille de Shanghai opposa d'août à novembre 1937 l'Armée impériale japonaise à l'Armée nationale révolutionnaire chinoise pendant la guerre sino-japonaise.
La Chine et le Japon mènent une guerre larvée depuis 1931, mais les choses dégénèrent vraiment à partir de l'incident du pont Marco-Polo, en juillet 1937. L'empire du Japon saisit ce prétexte pour s'emparer de Pékin, ce qui sera fait le 13 août. Shanghai, grâce notamment à son accès à la mer et son développement plus important de par sa concession internationale, représentait également un point stratégique que l'état-major japonais convoite. Il souhaitait conclure la guerre aussi rapidement que possible. L'armée japonaise disposait, avant même le déclenchement ouvert du conflit, de troupes sur place.  
Le 9 août, le lieutenant Isao Oyama, ayant pénétré illégalement dans l'aéroport de Hongqiao, fut abattu par les troupes chinoises de maintien de la paix. Les Japonais demandèrent immédiatement le démantèlement unilatéral des troupes chinoises de la zone spéciale de Shanghai. Devant le prévisible refus chinois, la situation dégénéra en conflit ouvert. Le Service aérien de la Marine impériale japonaise y procéda à l'un des premiers bombardements stratégiques de l'histoire à partir du 14 août.

## Combats de rue

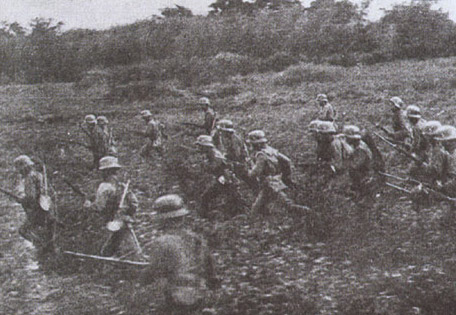
Chinois chargeant à Luodian.

À partir du 13 août, les troupes japonaises et chinoises commencèrent à s'affronter. Tchang Kaï-chek ordonna au général Zhang Zhizhong de débuter le 14 août une offensive contre les Japonais, comptant sur la supériorité numérique des troupes chinoises pour battre l'armée impériale. La ville fut parcourue d'une série de batailles de rue particulièrement intenses, afin de conquérir ou défendre quartier après quartier.

## Bataille aérienne

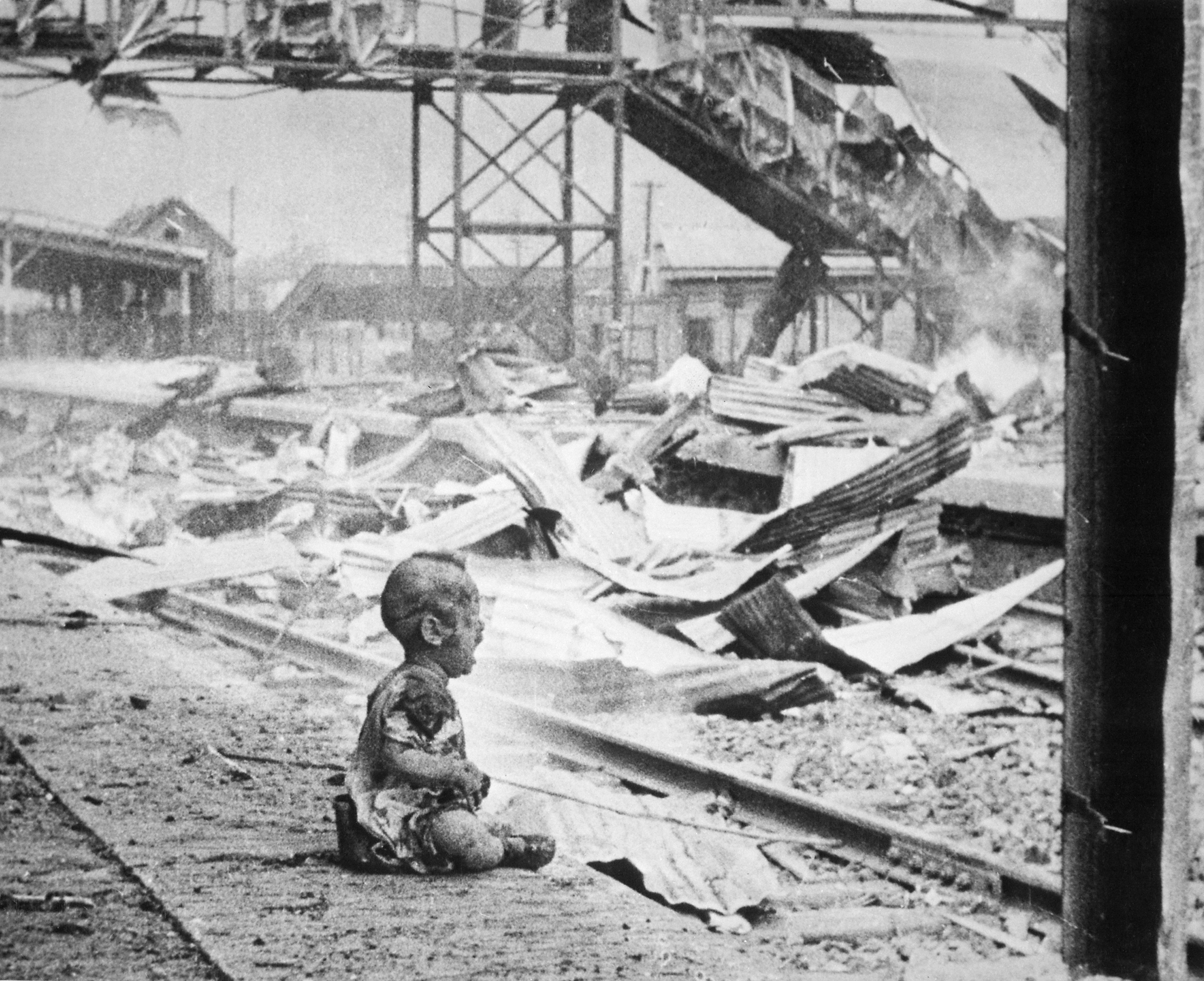
Samedi sanglant : enfant chinois pleurant dans les décombres après le bombardement de la ville par l'aviation japonaise, le 28 août 1937.

Dès le 14 août, l'aviation japonaise commença à attaquer les cibles chinoises, provoquant des dizaines de milliers de morts civils. Les forces aériennes chinoises, supérieures en nombre, contre-attaquèrent alors efficacement, abattant plusieurs avions japonais. L'armée de l'air japonaise bénéficiait cependant d'une des aviations les plus avancées de l'époque, et de la possibilité de remplacer rapidement ses avions abattus, ce qui n'était pas le cas des Chinois qui n'avaient pas d'industrie aéronautique et dépendaient d'importations difficiles, longues et coûteuses. Les succès initiaux de l'aviation chinoise furent donc vite annulés : même si les pertes japonaises (85 avions) furent comparables aux chinoises (91 avions), elles n'affectèrent pas son potentiel offensif alors que c'était près de la moitié des forces aériennes de la république de Chine qui disparut.
La Force aérienne de la république de Chine bombarde également lourdement la ville et par deux fois frappe la concession française de Shanghai faisant plusieurs centaines de morts, l'attaque du 14 août faisant 445 morts et 828 blessés.

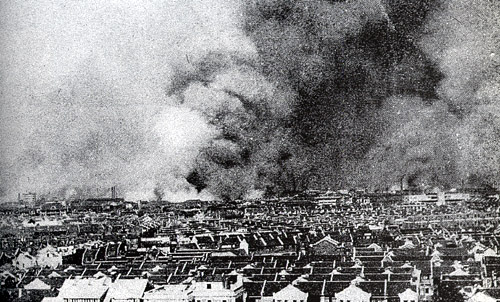
Le centre-ville de Shanghai est la proie des flammes dues aux bombardements du Service aérien de la Marine impériale japonaise.

## Débarquement japonais
À partir du 23 août, les troupes amphibies japonaises commencèrent à débarquer massivement, entraînant la retraite des troupes chinoises de la ville de Shanghai elle-même. Les deux semaines suivantes furent l'occasion une série de combats particulièrement intenses dans les villes et villages des environs de Shanghai.
La résistance chinoise fut acharnée, et les Japonais durent batailler pour prendre un village côtier après l'autre. Mais, mal armées et ne disposant pas de forces navales suffisantes pour leur venir en renfort, les troupes chinoises perdirent peu à peu du terrain. Du 11 au 30 septembre, des combats très durs eurent lieu autour de la ville de Luodian, qui représentait un point stratégique : les Chinois durent affronter un adversaire disposant désormais d'une puissance de feu très importante, et perdirent de nombreux hommes. Elle parsema de champs de mines les routes conduisant aux villes côtières des environs de Luodian. À la fin août, les combats se firent également très âpres dans la ville côtière de Baoshan, autre point stratégique vital. Le 6 septembre, la ville tomba, les Japonais ayant réussi à anéantir les troupes chinoises qui en assuraient la défense.

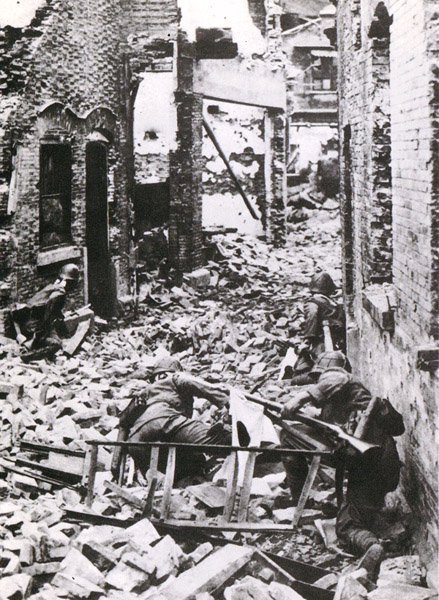
Troupes japonaises progressant dans des ruines.

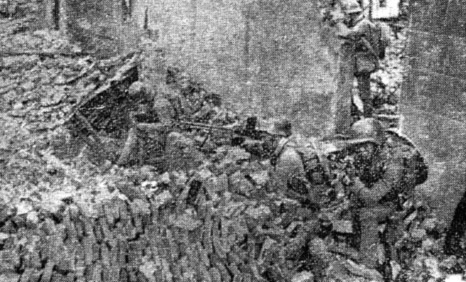
Soldats chinois dans un immeuble après un bombardement.

À compter d'octobre, les troupes japonaises avaient vu monter leurs effectifs dans la région de Shanghai jusqu'à 200 000 hommes, le Japon espérant accélérer la fin du conflit. Le district de Dachang, au sud de Shanghai, et les berges de la rivière Yunzaobin, furent le cadre de combats acharnés, dans lesquels les Japonais ne réussirent qu'à avancer de cinq kilomètres entre le 11 septembre et le 20 octobre. L'armée chinoise du Guangxi, arrivée en renfort, organisa une contre-offensive qui échoua. Dachang tomba finalement le 25 octobre. À la fin du mois d'octobre, Tchang Kaï-chek organisa la défense de la rivière Suzhou, contre l'avis d'autres chefs militaires comme Li Zongren, qui souhaitaient que les troupes soient déployées au plus vite pour défendre Nankin. L'armée chinoise, épuisée, ne parvint pas à empêcher les Japonais de traverser la rivière et de prendre la berge le 30 octobre.
Le 5 novembre, les troupes japonaises débarquèrent à Jinshanwei, située sur la baie de Hangzhou, au sud de Shanghai. À la fin novembre, les troupes chinoises, épuisées et à court de munitions, entamèrent leur retraite finale, et se replièrent sur Nankin, la capitale chinoise.

## Conséquences
Peu après leur victoire locale définitive, les Japonais établirent à Shanghai un gouvernement collaborateur, chargé d'administrer la région. Les chefs japonais, escomptant une victoire facile et rapide, n'avaient pas anticipé la durée et l'intensité des combats à Shanghai. Ils décidèrent d'intensifier l'action et de prendre au plus vite la capitale Nankin, pour venir à bout du gouvernement chinois, dans l'espoir d'abréger la résistance. S'ensuivirent la déroute des troupes chinoises à Nankin et un massacre de grande ampleur.